# Цигіра
Цигіра (рум. Țîghira) — село в Унгенському районі Молдови. Входить до складу комуни, адміністративним центром якої є село Негуреній-Векі.

## Населення
За даними перепису населення 2004 року у селі проживали 773 особи.
Національний склад населення села:
| Національність | Кількість осіб | Відсоток |
| -------------- | -------------- | -------- |
| молдавани      | 764            | 98,8%    |
| росіяни        | 8              | 1,0%     |
| українці       | 1              | 0,1%     |
| Всього         | 773            | 100%     |